# Pędruś smukły
Pędruś smukły (Stenopterapion tenue) – gatunek chrząszcza z rodziny pędrusiowatych i podrodziny Apioninae. Zamieszkuje głównie zachodnią Palearktykę. Stadium larwalne żeruje na lucernach, natomiast dorosłe wykazywane są też z innych bobowatych.

## Taksonomia
Gatunek ten opisany został po raz pierwszy w 1808 roku przez Williama Kirby’ego pod nazwą Apion tenue. W 1990 roku Miguel A. Alonso-Zarazaga wyznaczył go gatunkiem typowym rodzaju Stenopterapion.

## Morfologia
Chrząszcz o ciele długości od 1,6 do 2 mm, wydłużonym, ubarwionym czarno, czasem z lekkim połyskiem stalowym, trochę spiżowym lub ołowianym, zwłaszcza na pokrywach. Głowa jest tak szeroka jak długa. Na czole obecny jest tylko jeden pośrodkowy rowek nagi i niepunktowany, pozostałe rowki czoła są punktowane i owłosione. Na ciemieniu punktowanie rozciąga się w tył poza tylne krawędzie oczu na dystans nie mniejszy niż średnica oka, w tyle będąc trochę bardziej rozproszonym i niewygraniczonym od stawowej powierzchni głowy. Ryjek jest krótszy niż głowa i przedplecze razem wzięte, u samicy trochę bardziej zakrzywiony i skąpiej punktowany niż płci przeciwnej. Przedplecze jest bardziej walcowate i słabiej po bokach rozszerzone niż u podobnego S. intermedium, silnie zmatowiałe wskutek bardzo drobnego mikrosiateczkowania, rzeźbione ponadto punktami drobniejszymi niż u S. intermedium, rzadszymi i płytszymi niż u innych przedstawicieli rodzaju, rozstawionymi głównie na odległości znacznie większe niż ich średnice. Pokrywy są stosunkowo lśniące, pozbawione szczecinek wyspecjalizowanych.

## Ekologia i występowanie
Owad rozmieszczony od nizin po niższe położenia w górach. Zasiedla łąki, zarośla, przydroża, pola i rowy. Larwy są monofagicznymi fitofagami lucern. Podawane są z lucerny nerkowatej, sierpowatej i siewnej. Żerując, drążą w rdzeniu łodygi chodniki osiągające od 12 do 15 cm długości. W jednym chodniku zwykle rozwijają się trzy lub cztery larwy. Przepoczwarczenie następuje w komorze wydrążonej tuż pod skórką. Postacie dorosłe odżywiają się liśćmi i kwiatami lucern, koniczyn, nostrzyków oraz wilżyn. Aktywne osobniki dorosłe obserwuje się od kwietnia do września.
Gatunek palearktyczny. W Europie znany jest z Hiszpanii, Wielkiej Brytanii, Francji, Luksemburga, Holandii, Niemiec, Austrii, Włoch, Danii, Szwecji, Norwegii, Estonii, Łotwy, Litwy, Polski, Czech, Słowacji, Węgier, Ukrainy, Rumunii, Bułgarii, Chorwacji, Serbii oraz europejskich części Rosji i Turcji. W Afryce Północnej podawany jest z Maroka, Algierii i Tunezji. W Azji wykazany został z syberyjskiej części Rosji, Gruzji, Armenii, Cypru, anatolijskiej części Turcji i Izraela.

## Znaczenie gospodarcze
W przypadku masowych pojawów bywa notowany jako istotny szkodnik upraw lucerny siewnej.